# Tamanco
Tamanco, soco ou soca é um tipo de calçado rústico, geralmente de couro grosseiro e base de madeira, mas sob a qual cabem vários subtipos. Mas quase sempre a característica comum aos subtipos é o emprego de uma plataforma de madeira como solado, e que pode ter alturas variadas. Assim, um tamanco é um tipo de calçado em que a pessoa que o usa fica afastada do solo por alguns centímetros. Tanto pode ser fechado como um sapato, como aberto, como uma sandália.
Os tamancos compõem o traje típico dos Países Baixos.

## Galeria

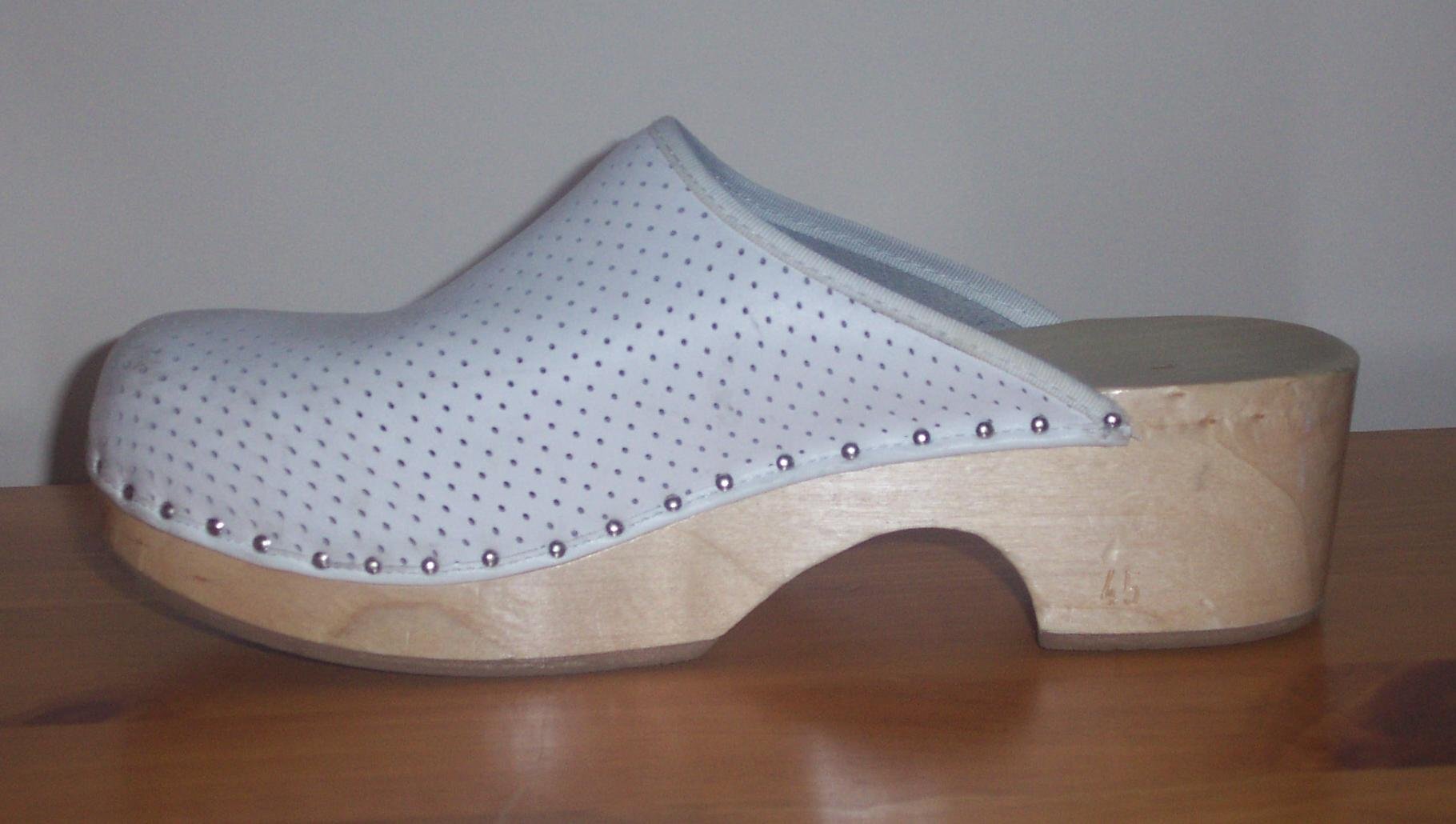
Tamanco de fabrico industrial
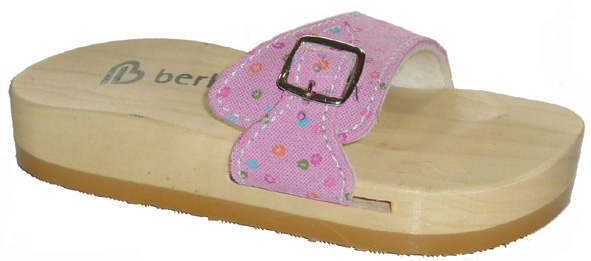
Tamanco tipo sandália
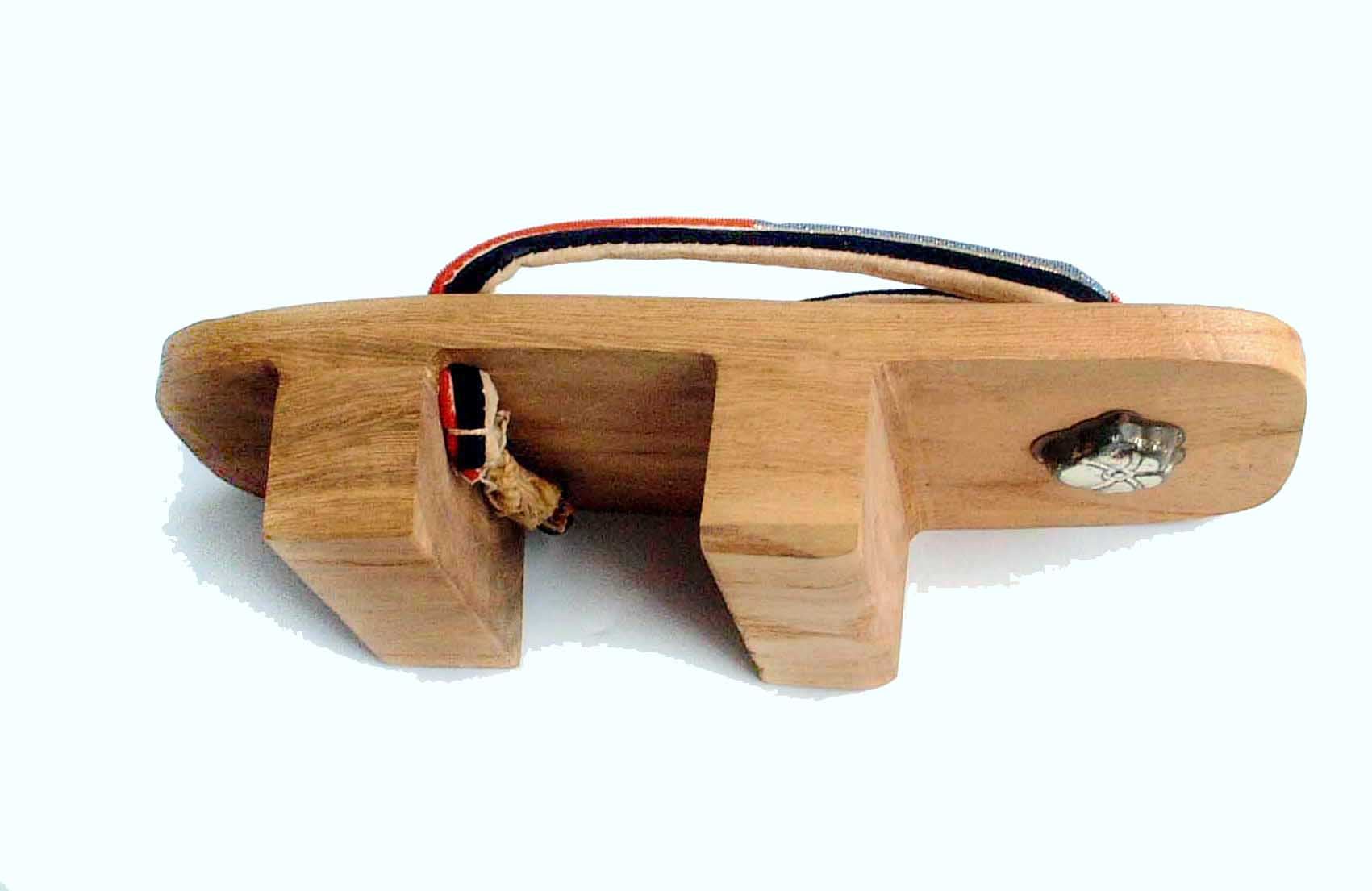
Tamanco japonês
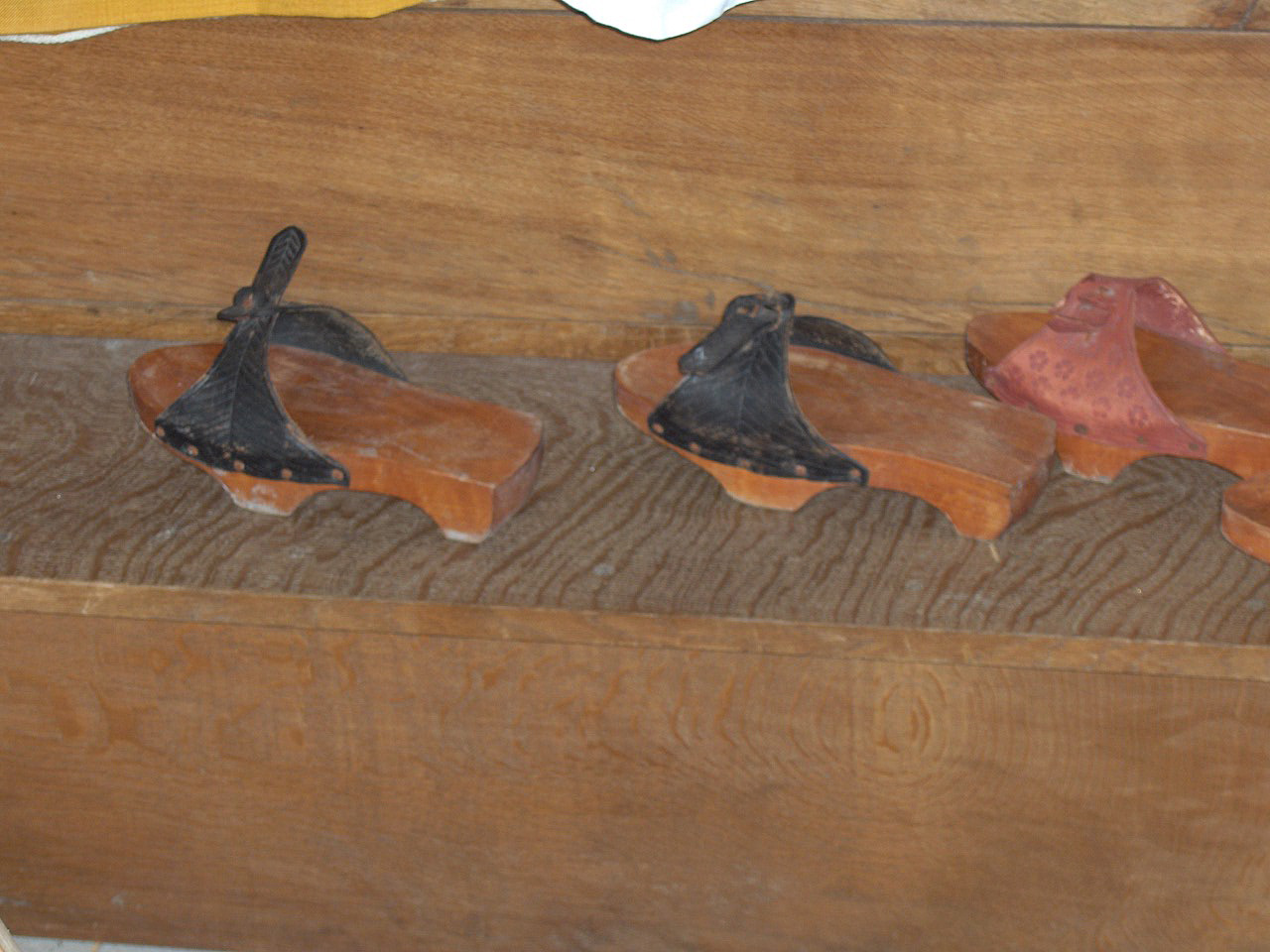
Tamancos encontrados na Bélgica, datados de cerca de 1465
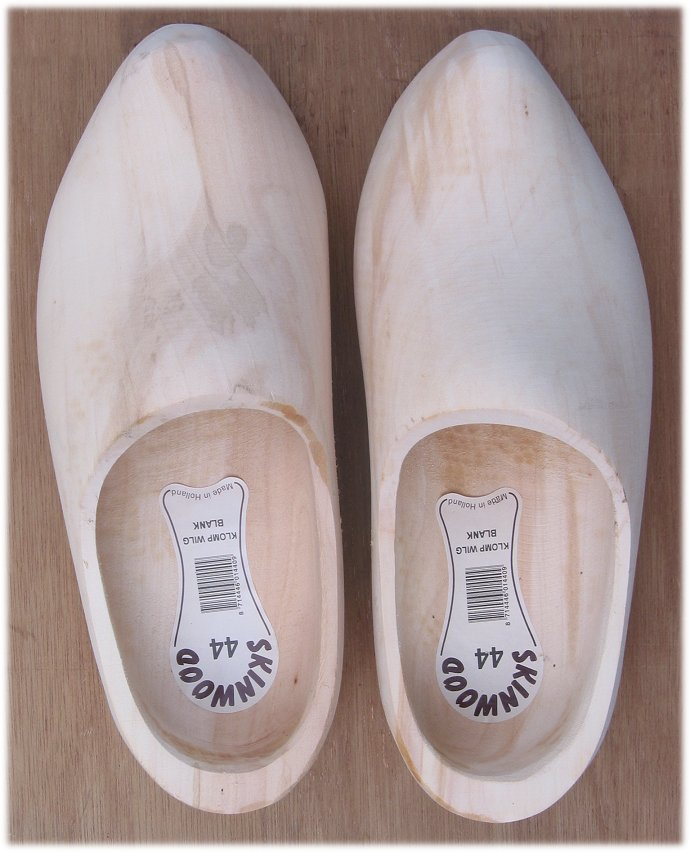
Tamanco típico neerlandês